# Laufafell
Laufafell är ett berg i republiken Island. Det ligger i regionen Suðurland, 130 km öster om huvudstaden Reykjavík. Toppen på Laufafell är 1 184 meter över havet.
Trakten runt Laufafell är nära nog obefolkad, med mindre än två invånare per kvadratkilometer. Det finns inga samhällen i närheten. Trakten runt Laufafell består i huvudsak av gräsmarker.